# Variabile di stato
Una variabile di stato è una variabile matematica che descrive lo stato di un sistema. In fisica, le variabili di stato descrivono lo stato fisico di un sistema dinamico, ovvero una delle grandezze fisiche imprescindibili per caratterizzarlo in maniera sufficientemente esaustiva da poterne prevedere l'evoluzione in assenza di azioni esterne. Le variabili di stato, sono un sottoinsieme delle variabili del sistema, e ne rappresentano la situazione ad ogni dato istante di tempo. I modelli matematici composti da due o più equazioni differenziali accoppiate sono detti a "stato variabile".

## Esempi
- In termodinamica, lo stato termodinamico di un gas può essere caratterizzato da pressione, volume e temperatura.[2]
- In meccanica classica, la posizione e la velocità, o la quantità di moto, di un punto materiale sono variabili di stato per la dinamica del punto; in base ad esse è possibile, in linea di principio, prevedere l'evoluzione di tale sistema dinamico, attraverso il calcolo di altre grandezze quali le accelerazioni.
- In elettronica, tra le variabili di stato di un circuito elettronico ci sono di solito la tensione o la corrente elettrica.